# Liste der Baudenkmale in Mühlenberge
In der Liste der Baudenkmale in Mühlenberge sind alle denkmalgeschützten Bauten der brandenburgischen Gemeinde Mühlenberge und ihrer Ortsteile aufgelistet. Grundlage ist die Veröffentlichung der Landesdenkmalliste mit dem Stand vom 31. Dezember 2021.

## Baudenkmale in den Ortsteilen
In den Spalten befinden sich folgende Informationen:
- ID-Nr.: Die Nummer wird vom Brandenburgischen Landesamt für Denkmalpflege vergeben. Ein Link hinter der Nummer führt zum Eintrag über das Denkmal in der Denkmaldatenbank. In dieser Spalte kann sich zusätzlich das Wort Wikidata befinden, der entsprechende Link führt zu Angaben zu diesem Denkmal bei Wikidata.
- Lage: die Adresse des Denkmales und die geographischen Koordinaten. Link zu einem Kartenansichtstool, um Koordinaten zu setzen. In der Kartenansicht sind Denkmale ohne Koordinaten mit einem roten beziehungsweise orangen Marker dargestellt und können in der Karte gesetzt werden. Denkmale ohne Bild sind mit einem blauen bzw. roten Marker gekennzeichnet, Denkmale mit Bild mit einem grünen beziehungsweise orangen Marker.
- Bezeichnung: Bezeichnung in den offiziellen Listen des Brandenburgischen Landesamtes für Denkmalpflege. Ein Link hinter der Bezeichnung führt zum Wikipedia-Artikel über das Denkmal.
- Beschreibung: die Beschreibung des Denkmales
- Bild: ein Bild des Denkmales und gegebenenfalls einen Link zu weiteren Fotos des Baudenkmals im Medienarchiv Wikimedia Commons

### Haage
| ID-Nr.   | Lage   | Bezeichnung | Beschreibung | Bild           |
| -------- | ------ | ----------- | --- | -------------- |
| 09150109 | (Lage) | Dorfkirche  | Die Kirche wurde 1938 erbaut.                                                                                       | weitere Bilder |
| 09150554 | (Lage) | Kanzelaltar | Kanzelaltar aus der aufgelassenen Kirche von Döberitz bei Nauen. Der Kanzelaltar stammt aus der Zeit von 1712-1713. | weitere Bilder |

### Senzke
| ID-Nr.   | Lage                   | Bezeichnung               | Beschreibung | Bild                      |
| -------- | ---------------------- | ------------------------- | --- | ------------------------- |
| 09150591 | Schlossstraße (Lage)   | Dorfkirche                | Der Putzbau mit Westturm wurde 1857 anstelle der Vorgängerkirche erbaut und dort die Anfang des 17. Jahrhunderts angefertigten Gestühlsbrüstungen aus dem Vorgängerbau aufgestellt im Altarraum. Ebenfalls aus dem Vorgängerbau stammt die hölzerne Kanzel. | weitere Bilder            |
| 09150362 | Schlossstraße (Lage)   | Gutspark                  | | Gutspark                  |
| 09150454 | Schloßstraße 21 (Lage) | Gutshaus                  | | Gutshaus                  |
| 09150361 | Schloßstraße 22 (Lage) | Wohnhaus (Fintelmannhaus) | Das Fintelmannhaus wurde 1710 erbaut. Hier wohnte die Gärtnerfamilie Fintelmann. Heute ist das Haus ein Museum. | Wohnhaus (Fintelmannhaus) |

### Wagenitz
| ID-Nr.   | Lage                    | Bezeichnung                                                        | Beschreibung | Bild           |
| -------- | ----------------------- | ------------------------------------------------------------------ | --- | -------------- |
| 09150382 | Wagenitz (Lage)         | Gutspark                                                           | | weitere Bilder |
| 09150723 | Lindenstraße 1 (Lage)   | Gehöft, bestehend aus Wohnhaus, Stallgebäude und Scheune           | | weitere Bilder |
| 09150380 | Zum Schwedenturm (Lage) | Dorfkirche                                                         | Die jetzige 1753 erbaute Dorfkirche Wagenitz ist ein rechteckiger Putzbau einer Saalkirche mit quadratischem Westturm und Schweifhaube. Sie wurde für die 1664 erbaute Kirche errichtet. Die ursprüngliche Kirche von Wagenitz fiel 1635/36 wie große Teile des Dorfes dem Dreißigjährigen Krieg und seinen schwedischen Plünderungen zum Opfer. | weitere Bilder |
| 09150381 | Zum Schwedenturm (Lage) | Küchenturm des zerstörten Gutshauses „Schwedenturm“, auf dem Anger | | weitere Bilder |